# Ruta 177 (Chile)

La Ruta CH-177 es una Carretera Chilena que cruza la comuna de Los Ángeles de norte a sur en la Región del Bíobío en el Sur de Chile. La Ruta se inicia en el cruce de la Ruta 5-CH en el sector Rarinco y finaliza en el cruce de la Ruta 5-CH en el sector de Duqueco. Corresponde al antiguo trazado de la Ruta 5 Sur en su paso por la ciudad de Los Ángeles.

## Sectores de la Ruta
- Rarinco·Los Ángeles·Duqueco Carretera Pavimentada.
- Área urbana Avenida Las Industrias[1]

- Datos: Q21003161